# Zabawne grymasy śmiesznych twarzy
Zabawne grymasy śmiesznych twarzy (ang. Humorous Phases of Funny Faces) – krótkometrażowy film animowany stworzony przez Jamesa Stuarta Blacktona i jego firmę Vitagraph i dopuszczony do dystrybucji kinowej 6 sierpnia 1906 roku ; jeden z pierwszych animowanych filmów rysunkowych.
Film wywodzi się ze sztuki tzw. chalk talk lub ligthning sketches – satyrycznych karykatur, tworzonych błyskawicznie przez rysownika na oczach publiczności i przeplatanych żartami i monologami.
Rozpoczyna się od ujęcia przedstawiającego rękę Blacktona, rysującą kredą na tablicy postać mężczyzny. Ręka rysownika znika z ekranu, na tablicy pojawia się natomiast postać kobieca. Obie postacie ożywają – wykonują serię grymasów i min. Na głowie mężczyzny pojawia się cylinder, a w jego ustach cygaro. Dym cygara zakrywa oburzoną kobietę. Pojawia się znów ręka Blacktona, która zamazuje obie postacie gąbką. Na tablicy pojawia się postać mężczyzny z parasolem i melonikiem, a następnie, stopniowo znikające, postacie kobiety i mężczyzny. Pojawia się również klaun, tresujący psa. Film kończy się ujęciem ręki rysownika, czyszczącego tablicę.
Film został zrobiony techniką poklatkową. Dwie z postaci – klaun i mężczyzna z parasolem – nie są kredowymi rysunkami na tablicy, a postaciami wyciętymi z białego papieru.